# Iraya
Iraya je spící sopka, ležící na filipínském ostrově Batan asi 200 km severně od Luzonu.

## Popis
Iraya je hustě zalesněný stratovulkán vysoký 1009 m. Průměr základny činí 5,5 km. Jedná se o nejsevernější filipínskou sopku, kterou vulkanologové považují za stále aktivní, byť k poslední erupci došlo roku 1454.
Seismografy roku 1998 detekovaly v okolí zemětřesné roje, což vedlo k vybudování dočasně monitorovací sítě na ostrově. Dnes je jakákoliv aktivita Irayi hlídána stanicí, umístěnou ve městě Basco, vzdáleném 4,5 km jihozápadně od sopky.